# Les 39 Marches (roman)
Pour les articles homonymes, voir Les 39 Marches.
Les 39 Marches (titre original : The Thirty-Nine Steps) est un roman d’espionnage de John Buchan, paru en 1915.
C’est le premier roman de la série Richard Hannay, qui comptera cinq volumes.
L’édition originale est parue chez William Blackwood and Sons.
En France, le roman est paru en 1924 aux éditions Nelson.

## Résumé
L’action se déroule successivement : à Londres, puis dans le sud de l'Écosse, dans le Berkshire et à Londres, puis sur la côte sud-est de l'Angleterre (dans le Kent).
Richard Hannay, ancien ingénieur des mines en Afrique du Sud, découvre un cadavre dans son salon. C’est le prélude d’une poursuite qui se déroulera dans la lande écossaise où Hannay est poursuivi par une organisation criminelle internationale, « La Pierre Noire », dont l’objectif est de déclencher la guerre en Europe. Durant vingt jours, Hannay cherchera à sauver sa vie et devra découvrir ce que sont  « Les Trente-Neuf Marches ».

## Éditions
Édition originale anglaise
- (en) John Buchan, The Thirty-Nine Steps, Londres, Hodder & Stoughton, 1915

Éditions françaises
Dans une traduction de Théo Varlet (1978-1938) :
- Nelson no 228, Édimbourg (Écosse), 1924[1]
- réédition dans une traduction révisée dans John Buchan, vol. 1, Paris, Librairie des Champs-Élysées, coll. « Les Intégrales du Masque », 1995
- réédition dans Les Trente-neuf Marches et autres aventures de Richard Hannay, Paris, Omnibus, 2011
- réédition, Paris, Éditions du Masque, coll. « Masque poche » no 1, 2012

Dans une traduction de Magdeleine Paz :
- Arthaud, Paris, 1962
- réédition, Paris, Le Livre de poche no 1727, 1966
- réédition, Genève, Édito-Service, coll. « Les Classiques de l'espionnage », 1973
- réédition, Paris, J'ai lu no 1862, 1985
- réédition, Paris, Flammarion, coll. « Castor Poche » no 528, 1995
- réédition, Paris, EJL, Librio no 96, 1996
- réédition, Paris, Fabbri, coll. « Bibliothèque de l'aventure », 1997
- réédition, Toulouse, Éditions Ombres, coll. « Petite Bibliothèque », 2011

## Adaptations
Au cinéma
- 1935 : Les 39 Marches, film américain d'Alfred Hitchcock ;
- 1959 : Les 39 Marches, film britannique de Ralph Thomas ;
- 1978 : Les 39 Marches, film britannique de Don Sharp.

À la radio
- 1938 : The 39 Steps[2], émission américaine de la série The Mercury Theater on the air (en) d'Orson Welles.

À la télévision
- 2008 : The 39 Steps, téléfilm britannique de  James Hawes (en).

Au théâtre
- 1996 : The 39 Steps (play) (en), pièce britannique de Simon Corble et Nobby Dimon (parodie) ;
- 2005 : The 39 Steps (play) (en), pièce britannique de Patrick Barlow (en). Réécriture de la pièce de 1996, elle a notamment été jouée pendant neuf ans au Criterion Theatre dans le West End londonien[3].
- 2009 : Les 39 Marches, pièce française d'Éric Métayer, adaptée de la pièce de 2005 (au théâtre La Bruyère).

## Liens
- Ressource relative à la littérature :   - Internet Speculative Fiction Database
- Notice dans un dictionnaire ou une encyclopédie généraliste :   - Britannica
- Notices d'autorité :   - GND